# Stanisław Wojeński
Stanisław Wojeński herbu Zadora (zm. w 1685 roku) – duchowny rzymskokatolicki, dyplomata. 
Ukończył studia w Bolonii, pełnił służbę dyplomatyczną u królowej Ludwiki Marii. Ponadto był kolejno: kanonikiem krakowskim, archidiakonem pileckim i opatem komendatoryjnym lubińskim. W 1680 mianowany ordynariuszem kamienieckim. Wobec zajęcia Kamieńca Podolskiego przez Turków rezydował w Warszawie.
W 1674 roku był elektorem Jana III Sobieskiego z województwa krakowskiego. Jako senator wziął udział w sejmach: 1681 i 1683 roku.
Pochowany w kościele klasztornym kamedułów Wniebowzięcia NMP na Bielanach.